# Denis O'Hare
Denis Patrick Seamus O'Hare (* 17. ledna 1962 Kansas City, Missouri, USA) je americký herec známý pro svůj výkon v představeních Take Me Out a Sweet Charity, nebo ve fantasy seriálu Pravá krev, kde si zahrál upíra Russella Edgingtona. Je také znám pro svou roli Larryho Harvey v první sérii American Horror Story - Murder House, za kterou byl nominován na cenu Emmy za vedlejší roli v minisérii nebo filmu pro rok 2012. Do seriálu se vrátil i pro Coven, třetí sérii, kde si zahrál Spaldinga, ve Freak Show Stanleyho a v páté sérii s podtitulem Hotel se ujal role Liz Taylorové.

## Život
O'Hare se narodil v Kansas City v Missouri Margaretě Kareneové (25. leden 1931 - 8. říjen 2008) a Johnovi M. O'Hare. Má tři sestry, Pam, Patricii a Kathleen, a jednoho bratra, Michaela. O'Hare vyrůstal v předměstí Detroitu, žil v Southfieldi do 15 let, poté se jeho rodina přestěhovala do Wing Lake v Bloomfield Hills. Jeho matka byla muzikantka a jako dítě hrál na varhany. O'Hare je irského původu a je držitelem irského pasu.
Jako teenager zpíval O'Hare ve školním sboru a v roce 1974 se zúčastnil svého prvního konkurzu, kde získal roli v muzikálu Show boat. V roce 1980 maturoval na Brother Rice High School. Téhož roku se rozhodl pro studium herectví na chicagské Severozápadní univerzitě. V Chicagu pak působil 12 let jako divadelní herec, než se rozhodl odjet do New Yorku.[zdroj?]

## Kariéra

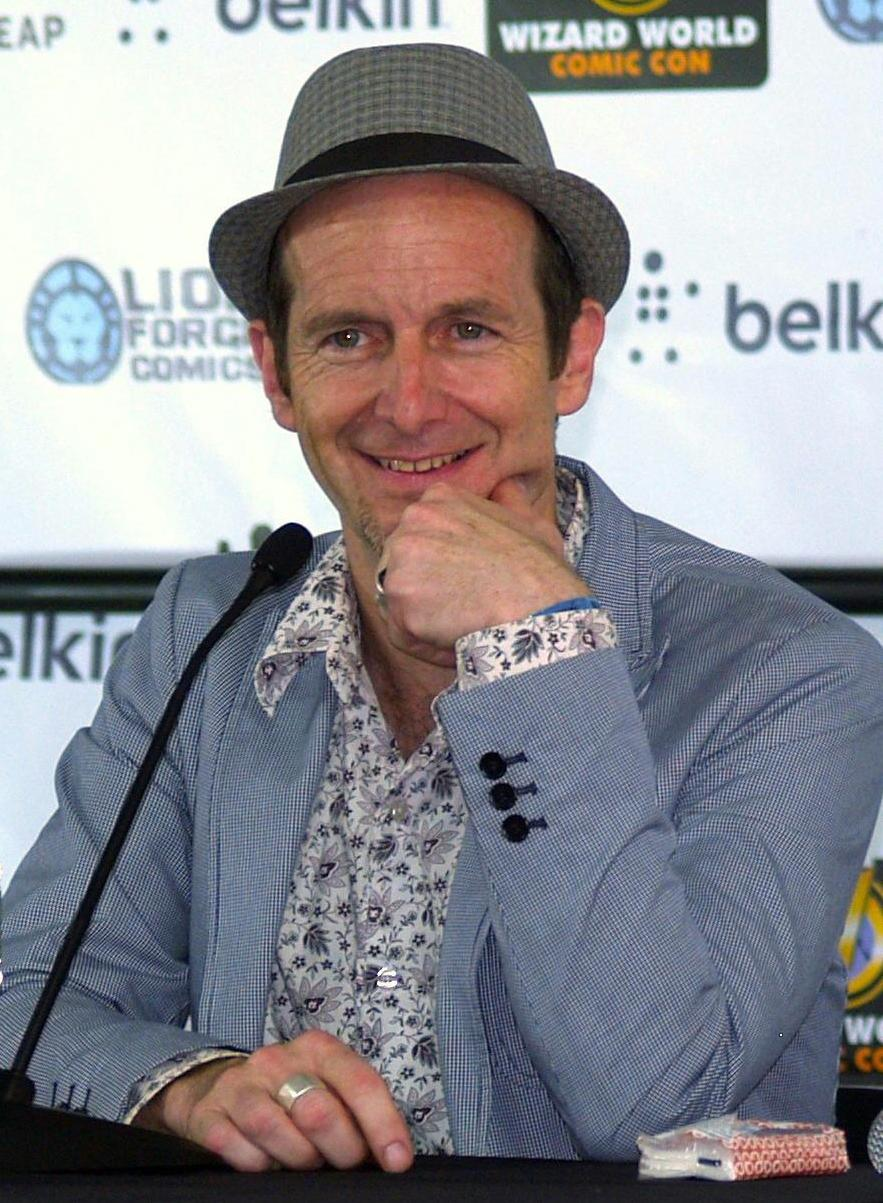
Denis O'Hare během Q&A srazu v roce 2013 v New Yorku

V roce 2003 si O'Hare zahrál doktora ve filmu 21 gramů. Objevil se v několika epizodách Právo a pořádek a jejich spin-offech Zákon a pořádek: Útvar pro zvláštní oběti a Zákon a pořádek: Zločinné úmysly.
V roce 2008 si zahrál jako hostující hvězda v několika epizodách seriálů Bratři a sestry. Zahrál si v celovečerních filmech Nepovedený večírek, 21 gramů, Procitnutí v Garden State, Hra s nevěrou, Michael Clayton, Síla srdce, Half Nelson, Soukromá válka pana Wilsona, Milk, Výměna, Na hraně temnoty. V roce 2009 ztvárnil Phillipa Steela v životopisném filmu Angličan v New Yorku. V tomto roce si také zahrál v jedné epizodě seriálu Znuděný k smrti.
V roce 2010 se O'Hare připojil k seriálu Pravá krev od HBO, kde si zahrál upíra Russella Edgingtona, kterému je 2800 let. V roce 2011 se objevil ve filmu Orel Deváté legie, zahrál si v drama seriálu Dobrá manželka a byl obsazen jako hostující hvězda do role Larryho Harveyho v první sérii American Horror Story, Murder House.
V roce 2012 si zahrál po boku Amy Adamsové a Donny Murphyové v muzikálu Into the Woods. V roce 2013 se O'Hare vrátil do American Horror Story, kde si zahrál ve třetí sérii, Coven, komorníka Spaldinga. V tomto roce byl obsazen i do čtvrté série American Horror Story, Freak Show, kde získal roli 'sběratele zrůd' Stanleyho.
V roce 2015 si zahrál Liz Taylorovou v American Horror Story: Hotel.

## Osobní život
Dne 28. července 2011 si vzal návrháře Huga Redwooda. Společně adoptovali syna Declana.

## Filmografie

### Film
| Rok  | Název                           | Role                | Poznámky           |
| ---- | ------------------------------- | ------------------- | ------------------ |
| 1997 | St. Patrick's Day               | Russell             |                    |
| 1998 | River Red                       | otec                |                    |
| 1999 | Sladký ničema                   | Jake                |                    |
| 2001 | Nepovedený večírek              | Ryan Rose           |                    |
| 2003 | 21 gramů                        | Dr. Rothberg        |                    |
| 2004 | Procitnutí v Garden State       | Albert              | Cameo              |
| 2005 | Hra s nevěrou                   | právník Jerry       |                    |
| 2005 | Heights                         | Andrew              |                    |
| 2006 | Half Nelson                     | Jimbo               |                    |
| 2006 | Stephanie Daley                 | Frank               |                    |
| 2007 | Rocket Science                  | Doyle Hefner        |                    |
| 2007 | Síla srdce                      | John Bussey         |                    |
| 2007 | Trainwreck: My Life as an Idiot | Mike                |                    |
| 2007 | Michael Clayton                 | Mr. Greer           |                    |
| 2007 | Holky na hlídání                | Stan Lyner          |                    |
| 2007 | Probuzení                       | analytik            |                    |
| 2007 | Soukromá válka pana Wilsona     | Harold Holt         |                    |
| 2008 | Rakeťáci                        | Chuck Stutters      |                    |
| 2008 | Baby Máma                       | Dr. Manheim         |                    |
| 2008 | Výměna                          | Dr. Jonathan Steele |                    |
| 2008 | Karanténa                       | Randy               |                    |
| 2008 | Milk                            | John Briggs         |                    |
| 2009 | Návrh                           | pan Gilbertson      |                    |
| 2009 | Dvojí hra                       | Duke Monahan        |                    |
| 2009 | Angličan v New Yorku            | Phillip Steele      |                    |
| 2009 | Něco na těch mužích je          | A / objekt č. 3     |                    |
| 2010 | Na hraně temnoty                | Moore               |                    |
| 2011 | Orel Deváté legie               | Centurion Lutorius  |                    |
| 2011 | J. Edgar                        | Albert S. Osborn    |                    |
| 2013 | C.O.G.                          | Jon                 |                    |
| 2013 | Klub poslední naděje            | Dr. Sevard          |                    |
| 2014 | Soudce                          | Dr. Morris          |                    |
| 2014 | Děs po setmění                  | Charles B. Pierce   |                    |
| 2014 | Pyramida                        | Dr. Miles Holden    |                    |
| 2016 | From Nowhere                    | Isaac               |                    |
| 2016 | Army of One                     | agent Doss          |                    |
| 2017 | Novitiate                       | Archbishop McCarthy |                    |
| 2017 | Nebezpečná něha                 | William             |                    |
| 2018 | Private Life                    | Dr. Dordick         |                    |
| 2018 | Lizzie                          | John Morse          |                    |
| 2018 | Sklenka na rozloučenou          |                     |                    |
| 2018 | Danger One                      | Craddock            |                    |
| 2019 | The Goldfinch                   | Lucius Reeve        | In post-production |
| 2019 | Late Night                      |                     | In post-production |
| 2019 | Swallow                         | Erwin               | In post-production |

### Televize
| Rok     | Název                                     | Role                                        | Poznámky                                  |
| ------- | ----------------------------------------- | ------------------------------------------- | ----------------------------------------- |
| 1993    | Zákon a pořádek                           | Harold Morrissey                            | díl: „Volunteers“                         |
| 1993    | Mladý Indiana Jones                       | Keating                                     | díl: „Paris, May 1919“                    |
| 1994    | New York Undercover                       | Carson                                      | díl: „Sins of the Father“                 |
| 1995    | The Wright Verdicts                       | Doyle                                       | díl: „Unlucky Star“                       |
| 1996    | Zákon a pořádek                           | James Smith                                 | díl: „Pro Se“                             |
| 1997    | Zákon a pořádek                           | Phil Christie                               | díl: „Nullification“                      |
| 1998    | Saint Maybe                               | reverend Emmett                             | TV film                                   |
| 2000    | Hamlet                                    | Osric                                       | TV film                                   |
| 2000    | Zákon a pořádek: Útvar pro zvláštní oběti | Jimmy Walp                                  | díl: „The Third Guy“                      |
| 2001–02 | 100 Centre Street                         | Lou                                         | 3 díly                                    |
| 2003    | Zákon a pořádek                           | Father Richard Hogan                        | díl: „Under God“                          |
| 2005    | Angel                                     | Henry                                       | TV film                                   |
| 2005    | O princezně na hrášku                     | Princ                                       | TV film                                   |
| 2006    | Spravedlnost                              | Larry Bowers                                | díl: „Death Spiral“                       |
| 2007    | American Experience                       | Henry Lee                                   | díl: „Alexander Hamilton“                 |
| 2007    | Kriminálka Las Vegas                      | Tom Michaels                                | díl: „Who and What?“                      |
| 2007–09 | Bratři a sestry                           | Travis March                                | 12 dílů                                   |
| 2008    | Zákon a pořádek: Zločinné úmysly          | Father Shea                                 | díl: „Poslední pomazání“                  |
| 2008    | The Tower                                 | Richard March                               | TV film                                   |
| 2009    | Maggie Hill                               | Milo Marcus                                 | TV film                                   |
| 2009    | Znuděný k smrti                           | Dr. David Worth                             | díl: „The Case of the Missing Screenplay“ |
| 2009–16 | Dobrá manželka                            | soudce Charles Abernathy                    | 9 dílů                                    |
| 2009–10 | Kriminálka Miami                          | Evan Talbot                                 | 3 díly                                    |
| 2010    | American Experience                       | Benjamin Latrobe                            | díl: „Dolley Madison“                     |
| 2010–12 | Pravá krev                                | Russell Edgington                           | 20 dílů                                   |
| 2011    | American Horror Story                     | Larry Harvey                                | 8 dílů                                    |
| 2013    | Zákon a pořádek: Útvar pro zvláštní oběti | Father Shea                                 | díl: „Presumed Guilty“                    |
| 2013–14 | American Horror Story: Coven              | Spalding                                    | 10 dílů                                   |
| 2014    | Mizera                                    | Graham Murray                               | díl: „Cannibal“                           |
| 2014    | Stejná srdce                              | Hiram Keebler                               | TV film                                   |
| 2014–15 | American Horror Story: Freak Show         | Stanley                                     | 10 dílů                                   |
| 2015    | Banshee                                   | agent Robert Phillips                       | díl: „Kam zmizel Hood?“                   |
| 2015    | The Comedians                             | Denis Grant                                 | 5 episodes                                |
| 2015–16 | American Horror Story: Hotel              | Liz Taylor                                  | 11 dílů                                   |
| 2016    | American Horror Story: Roanoke            | Dr. Elias Cunningham/ William Van Henderson | 5 dílů                                    |
| 2016–17 | This Is Us                                | Jessie                                      | 3 díly                                    |
| 2017–18 | Dobrý boj                                 | soudce Charles Abernathy                    | 2 díly                                    |
| 2017    | When We Rise                              | Jim Foster                                  | díl: „Part 1“                             |
| 2017    | RuPaul's Drag Race                        | Sám sebe                                    | díl: „Snatch Game“                        |
| 2017    | Broad City                                | Terry                                       | díl: „Friendiversary“                     |
| 2017    | The Accidental Wolf                       | Dean                                        | 2 díly                                    |
| 2019    | Sedmilhářky                               | Ira Farber                                  | vedlejší role (od 2. řady)                |

### Divadlo
| Rok       | Název                                   | Role              |
| --------- | --------------------------------------- | ----------------- |
| 1992      | Hauptmann                               | Richard Hauptmann |
| 1995      | Racing Demon                            | Ewan Gilmour      |
| 1998–2004 | Kabaret                                 | Ernst Ludwig      |
| 2001      | Majorka Barbora : hra o třech dějstvích | Adolphus Cusins   |
| 2003–2004 | Take Me Out                             | Mason Marzac      |
| 2004      | Assassins                               | Charles Guiteau   |
| 2005      | Sweet Charity                           | Oscar Lindquist   |
| 2007      | Kdo seje vítr                           | E. K. Hornbeck    |
| 2010      | Elling                                  | Elling            |
| 2012      | Into the Woods                          | The Baker         |